# منشية حمادة
قرية منشية حمادة هي إحدى القرى التابعة لمركز شبراخيت في محافظة البحيرة في جمهورية مصر العربية. حسب إحصاءات سنة 2006، بلغ إجمالي السكان في منشية حمادة 1599 نسمة، منهم 817 رجل و782 امرأة.